# Caladenia
Caladenia es un género de orquídeas de la subfamilia Orchidoideae dentro de la familia Orchidaceae. Tiene 320 especies.

## Descripción
Las especies son pequeñas y medianas orquídeas terrestres. Tiene una sola hoja basal lanceolada a oblongas. La inflorescencia es una panícula o  racimo con 1 a 8 flores, mostrando flecos o márgenes dentados. Estas especies tienen una compleja interacción con los polinizadores, lo que resulta en pseudo-copulación.
En su mayoría son de Australia y de sus zonas meridionales. Existen cuatro especies de Nueva Zelanda y otra se extiende a Nueva Caledonia, Indonesia y Malasia. El suroeste de Australia occidental contiene las más espectaculares y numerosas especies, variedades y los híbridos naturales. La gran variación de la forma y el color de la especie lleva a una desconcertante variedad y abundancia de los híbridos. Muchos de ellos son morfológicamente difíciles de separar, con algunas, desafiando la separación en la actualidad.
Recientes revisiones taxonómicas tienen, al parecer, estiman el aumento del número de especies a más de 300 y dividen el género en grupos separados.  Por ejemplo, Caladenia filamentosa se ha dividido en unas 40 diferentes especies y subespecies, mientras que una serie de subespecies se han actualizado a la situación de especies (como Caladenia fragrantissima subsp. caladenia a C. orientalis orientalis). Esto complica aún más las cuestiones de identificación. Por ejemplo, Caladenia ericksonea es decir, un híbrido natural de Caladenia doutchiae y el rojo Caladenia filamentosa y también de los híbridos de Caladenia cairnsiana y el rojo Caladenia filamentosa.
Caladenia por lo general ha demostrado ser difícil de mantener y cultivar artificialmente y retirados de su hábitat rara vez sobreviven más de unos pocos años. La aglutinación de muchas de las especies podría ser el resultado de la división de tubérculos o podría deberse a que las semillas caen en la base de sus padres y crecen allí.

## Taxonomía
El género fue descrito por Robert Brown  y publicado en Prodromus Florae Novae Hollandiae 323. 1810.
Etimología
El nombre científico  deriva de las palabras griegas calos (que significa hermosa) y adén (es decir, las glándulas), refiriéndose al colorido labelo y las brillantes glándulas en la base de la columna que adornan muchas de las especies.
El género fue descrito por Robert Brown en 1810 de especímenes que avistó en la mayoría de estados australianos, como miembro de Mateo Flinder de cartografía y exploración en Australia.  Brown, con sus asistentes, pasó poco más de tres años en Australia en la investigación botánica.

## Lista de Especies
| - Relación de especies de Caladenia |

## Sinonimia
- Leptoceras (R.Br.) Lindl. 1840
- Petalochilus R.S.Rogers 1924
- Arachnorchis D.L.Jones & M.A.Clem. 2001
- Calonema (Lindl.) Szlach. 2001
- Calonemorchis Szlach. 2001
- Drakonorchis (Hopper & A.P.Br.) D.L.Jones & M.A.Clem. 2001
- Glycorchis D.L.Jones & M.A.Clem. 2001
- Jonesiopsis Szlach. 2001
- Phlebochilus (Benth.) Szlach. 2001
- Stegostyla D.L.Jones & M.A.Clem. 2001
- Caladeniastrum (Szlach.) Szlach. 2003[2]

## Híbridos naturales
- Caladenia × aestantha Hopper & A.P.Br. 2001 (C. corynephora × C. serotina) (synonym : Arachnorchis x aestantha (Hopper & A.P.Br.) D.L.Jones & M.A.Clem, 2005)
- Caladenia × cala Hopper & A.P.Br. 2001 (C. falcata × C. longicauda) (synonym : Arachnorchis x cala (Hopper & A.P.Br.) D.L.Jones & M.A.Clem 2005)
- Caladenia × coactescens Hopper & A.P.Br. 2001 (C. crebra × C. longicauda) (synonym : Arachnorchis  x coactescens (Hopper & A.P.Br.) D.L.Jones & M.A.Clem 2005)
- Caladenia × eludens Hopper & A.P.Br. 2001 (C. chapmanii × C. splendens)
- Caladenia × enigma Hopper & A.P.Br. 2001 (C. barbarossa × C. longicauda)
- Caladenia × ericksonae Nicholls 1950 (C. cairnsiana × C. filifera)
- Caladenia × erminea Hopper & A.P.Br. 2001 (C. flava × C. marginata)
- Caladenia × exoleta Hopper & A.P.Br. 2001 (C. dimidia × C. roei)
- Caladenia × exserta Hopper & A.P.Br. 2001 (C. longicauda × C. uliginosa) (synonym : Arachnorchis x exserta (Hopper & A.P.Br.) D.L.Jones & M.A.Clem 2005)
- Caladenia × hypata Hopper & A.P.Br. 2001 (C. lobata × C. longicauda) (synonym : Arachnorchis x hypata (Hopper & A.P.Br.) D.L.Jones & M.A.Clem 2005)
- Caladenia × idiastes Hopper & A.P.Br. 2001 (C. gardneri × C. latifolia)
- Caladenia × lavandulacea R.S.Rogers 1927 (C. denticulata × C. doutchiae)
- Caladenia × ornata Hopper & A.P.Br. 2001 (C. drakeoides × C. exilis)
- Caladenia × resupina Hopper & A.P.Br. 2001 (C. horistes × C. multiclavia)
- Caladenia × spectabilis Hopper & A.P.Br. 2001 (C. flava × C. latifolia)
- Caladenia × suffusa Hopper & A.P.Br. 2001 (C. hirta × C. longicauda) (synonym : Arachnorchis x suffusa (Hopper & A.P.Br.) D.L.Jones & M.A.Clem 2005)
- Caladenia × triangularis R.S.Rogers 1927 (C. flava × C. longicauda)
- Caladenia × tryphera Hopper & A.P.Br. 2001 (C. microchila × C. sigmoidea)
- Caladenia × variabilis Nicholls 1950 (C. cardiochila × C. fragrantissima)